# Jules de Goncourt
Jules de Goncourt (Parigi, 17 dicembre 1830 – Parigi, 20 giugno 1870) è stato uno scrittore naturalista francese.

## Biografia
Insieme al fratello Edmond scrisse diversi romanzi, tra i quali Germinie Lacerteux, e fu pittore dilettante.
Sofferente di sifilide terziaria (neurosifilide, aortite sifilitica e tabe dorsale), venne colpito da paralisi progressiva nel 1870 e morì nello stesso anno di ictus o emorragia interna per rottura di aneurisma dell'aorta toracica a 39 anni.
Suo fratello Edmond proseguì da solo l'attività letteraria. I fratelli Goncourt sono sepolti nella stessa tomba al cimitero di Montmartre.